# Justizamt Borken
Das Justizamt Borken war von 1823 bis 1866 ein Justizamt, also ein Gericht erster Instanz im Kurfürstentum Hessen mit Sitz in Borken.

## Geschichte
In Borken bestand im HRR das Amt Borken der Landgrafschaft Hessen-Kassel. Dieses war gleichzeitig Verwaltungsbehörde und Eingangsgericht. Zwischen 1806 und 1813 war Borken Teil des Königreichs Westphalen. Die Verwaltungsaufgaben übernahm hier der Kanton Borken, Eingangsgericht war das Friedensgericht Borken. Nach der Neubildung Kurhessens wurde das alte Amt Borken wieder gebildet.
Mit Edikt vom 29. Juni 1821 wurden im Kurfürstentum Hessen Verwaltung und Justiz voneinander getrennt. Die staatliche Verwaltung wurde auf unterer Ebene auf Kreise übertragen, für die Rechtsprechung eine dreistufige, landeseinheitlich Gerichtsorganisation geschaffen, die allerdings in begrenzten Gebietsteilen des Kurfürstentums noch bis in die Mitte des 19. Jahrhunderts von standesherrlicher und Patrimonialgerichtsbarkeit durchbrochen war.
Borken wurde in Bezug auf die Verwaltung Teil des Landkreises Homberg, die Gerichtsfunktionen übernahm das Justizamt Homberg. Es war dem Obergericht für die Provinz Niederhessen nachgeordnet. Am 31. Dezember 1823 wurde das Justizamt Borken zunächst als dem Justizamt Homberg nachgelagertes Assistenzamt neu gebildet. Es entstand aus sieben Gemeinden des aufgelösten Assistenzamts Neuenstein (dieses war dem Justizamt Rotenburg nachgeordnet gewesen) und 10 Gemeinden aus dem Justizamt Homberg. Zum 15. Januar 1832 wurde das Justizamt Borken von Justizamt Homberg gelöst und selbstständig.
Danach umfasste der Gerichtsbezirk folgende Gemeinden: Borken, Allendorf, Arnsbach, Dillich, Freudenthal, Haarhausen, Lembach, Nassenerfurth, Neuenhain, Pfaffenhausen, Römersberg, Roppershain, Singlis, Stolzenbach, Trockenerfurth und Werna.
Mit der Annexion Kurhessens durch Preußen 1866 wurden in der neuen Provinz Hessen-Nassau Amtsgerichte eingerichtet. Das Justizamt Borken wurde entsprechend in das Amtsgericht Borken (Hessen) umgewandelt.